# Jordi Pujol
Pour les articles homonymes, voir Pujol et Soley (homonymie).
Jordi Pujol i Soley, né le 9 juin 1930 à Barcelone, est un homme politique espagnol.
Fondateur de la Convergence démocratique de Catalogne (CDC), puis de la coalition catalaniste Convergence et Union (CiU), il est investi président de la généralité de Catalogne en 1980. Il est reconduit en 1984, 1988 et 1992, avec la majorité absolue au Parlement. À partir de 1995, il gouverne en minorité avec l'appui du Parti populaire catalan.
Il se retire de la vie politique en 2003 au profit d'Artur Mas, qui mettra sept ans à accéder à la direction de l'exécutif catalan. Depuis 2014, il est confronté à la justice après avoir reconnu des faits de fraudes fiscales entretenus pendant plus de trente ans et concernant des dizaines de millions d'euros.

## Origines familiales, jeunesse et études
Jordi Pujol est le fils de Florenci Pujol et Marta Soley. Son père, catalaniste et catholique pratiquant, travaille comme bagagiste puis comme agent de change. Sa mère descend d'une famille de paysans. Ses grands-parents paternels étaient fabricants de bouchons de lièges à Darnius (Gérone), tandis que ceux du côté maternel étaient agriculteurs à Premià de Dalt (Barcelone).
Jordi Pujol naît le 9 juin 1930 à Barcelone,. En plus de Jordi et Maria, les parents de Pujol ont eu un troisième fils, Joan, qui meurt quelques mois après sa naissance[précision nécessaire]. Le jeune Jordi est décisivement influencé par le catalanisme de sa famille[précision nécessaire]. Alors qu'il était âgé de 5 ans, ses parents, souhaitant pour leur enfant une école de qualité et non religieuse, décident de l'inscrire au collège allemand de Barcelone[précision nécessaire],.
Lorsqu la guerre civile espagnole éclate, en 1936, l'école ferme et la famille Pujol Soley retourne vivre à Premià de Dalt, à une vingtaine de kilomètres de la capitale catalane. Une fois la guerre terminée en 1939, ils reviennent à Barcelone et le jeune Jordi rejoint son école durant la Seconde Guerre mondiale. Il maîtrisait alors l'allemand, le français et l'espagnol[précision nécessaire]. En 1942, il commence seul l'étude de la langue catalane — dont l'usage officiel et administratif était interdit — en s'aidant d'une grammaire publiée par Editorial Barcino (es)[précision nécessaire]. Il approfondit plus tard sa connaissance dans cette langue en suivant des cours privés au domicile du pédagogue Joan Triadú (en). À l'âge de 15 ans il obtient son baccalauréat à l'Académie Pérez Iborra.[réf. nécessaire]
En 1946, il commence des études de médecine à l'université de Barcelone. Au début de celles-ci, il milite dans diverses associations catholiques et catalanistes, alors clandestines, dont le groupe Torras i Bages entre 1947 et 1950 — où il fréquente l'activiste Pere Figuera i Serra —, la confrérie de la Vierge de Montserrat de Virtèlia (de 1947 à 1954) et le groupe Crist/Catalunya (« Christ/Catalogne »)[précision nécessaire],,,. Il est très influencé par deux personnes liées à ces mouvements : le père Llumà, directeur spirituel de la confrérie, et Raimon Galí de Crist/Catalunya[précision nécessaire],,. En 1948, il rencontre l'écrivain et activiste Albert Manent (en), qui devient un autre de ses mentors intellectuels. Au cours de ses dernières années d'études, entre 1950 et 1954, insatisfait de celles-ci et vu l'infranchissable barrière sur le plan politique et culturel dû à l'intransigeance de la dictature franquiste, il se réfugie dans la foi chrétienne et envisage de se consacrer à une vie religieuse[précision nécessaire].
Une fois ses études terminées, il exerce brièvement comme médecin à l'Hôpital clinique et provincial de Barcelone et travaille comme gérant pour les laboratoires Martín Cuatrecasas — devenus depuis les laboratoire Fides —, dont son père avait acquis une grande partie du capital. Il est l'inventeur d'une pommade antibiotique, le Neobacitrin[précision nécessaire],
Dans la confrérie Virtèlia, il rencontre Marta Ferrusola, fille de commerçants originaires de Queralbs, avec qui il se fiance en mars 1955 puis se marie au monastère de Montserrat le 4 juin 1956. Le couple, aux profondes convictions catholiques, a sept enfants : Jordi (né en 1958), Marta (née en 1959), Josep (1963), Pere (1965), Oriol (1966), Mireia (1969) y Oleguer (1972).

## Militant catalaniste sous le franquisme
Pujol est arrêté en 1960, en raison de sa participation aux évènements du Palais de la Musique de Barcelone, au cours desquels le public entonne le Cant de la Senyera, en présence de plusieurs ministres du franquisme lors d'une cérémonie de célébration du centenaire de la naissance du poète Joan Maragall, notamment sa rédaction d'un pamphlet anti-franquiste intitulé Us presentem el general Franco diffusé à cette occasion (« nous vous présentons le général Franco »). Après avoir été torturé, il dénonce un complice qui avait participé à l'impression du document,,. Il est condamné à sept ans de prison par un tribunal militaire et incarcéré à la prison Model de Barcelone, dans le quartier de l'Eixample, mais retrouve la liberté après deux ans de détention et une période de confinement à Gérone. Sa libération est suivie d'une nouvelle étape dans son activisme politique, avec le slogan de fer país (littéralement « faire le pays »), c'est-à-dire travailler à l'élaboration et la diffusion d'une identité nationale catalane, notamment à travers la création et le financement d'institutions culturelles et financières.
En 1974, toujours dans la clandestinité, il fonde Convergence démocratique de Catalogne (Convergència Democràtica de Catalunya, CDC), tout d'abord comme un mouvement, puis comme un parti politique à partir de février 1976, qui s'articule de façon transversale[Quoi ?] et parvient à regrouper divers secteurs sociaux et sensibilités, de droite comme de gauche,. Il participe à la fondation et est vice-président exécutif de Banca Catalana (en) jusqu'en 1976, où il décide de se consacrer professionnellement à la politique,, bien qu'il reste conseiller de l'entité pendant une année supplémentaire[réf. souhaitée]. Il est également conseiller de la Banque de Barcelone. En vue des élections générales espagnoles de 1977 — les premières élections démocratiques depuis la guerre civile, Franco étant mort en novembre 1975 —, Pujol est le meneur du Pacte Democràtic per Catalunya (en) (« Pacte démocratique pour la Catalogne »), qui obtient une représentation de 11 sièges sur 350 au Congrès des députés espagnol.
En 1976 est réédité le livre La Inmigración, problema y esperanza de Cataluña (« L'Immigration, problème et espoir de la Catalogne »), publié clandestinement en 1958, ouvrage qui sera plus tard qualifié de « raciste » par des opposants et dans lequel il qualifiait de « fléau gravissime » l'immigration de personnes hispanophones en Catalogne, en particulier les Andalous,,.

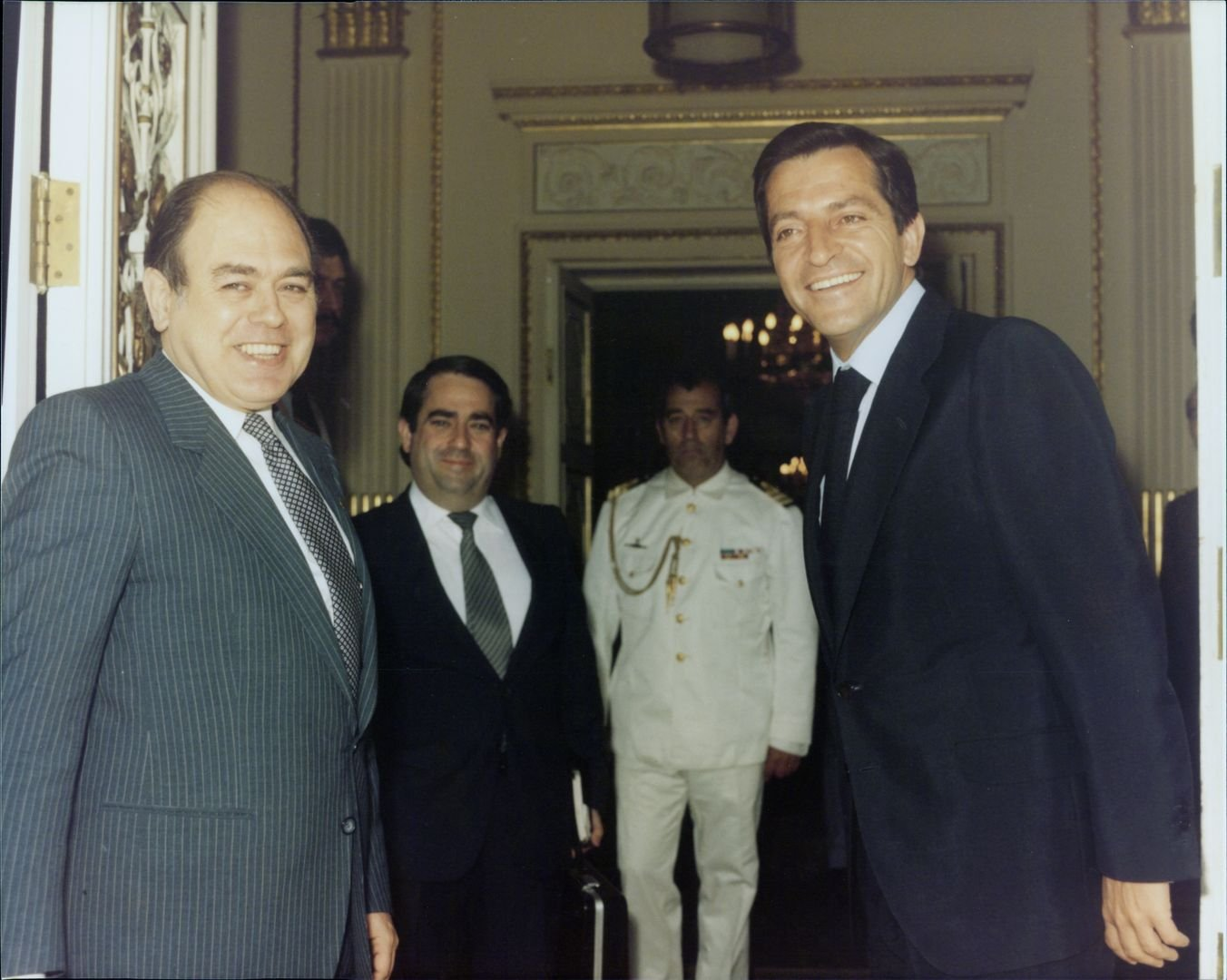
Jordi Pujol et Adolfo Suárez au palais de la Moncloa en 1978.

Après la restauration de la généralité de Catalogne, il est nommé conseiller sans portefeuille du gouvernement provisoire présidé par Josep Tarradellas. Le président du gouvernement espagnol Adolfo Suárez, sur conseil du ministre de l'Intérieur, Rodolfo Martín Villa, décide d'appuyer le courant politique représenté par Pujol au détriment de celui de Tarradellas, car il considérait que le premier servait mieux ses intérêts[réf. souhaitée]. Lors d'un entretien avec l'entrepreneur et gestionnaire Manuel Ortínez (ca) — secrétaire personnel de Taradellas —, Suárez déclare ainsi : « Aux prochaines élections, Pujol obtiendra la majorité et nous l'y aiderons. La collaboration avec Pujol sera plus facile qu'avec Taradellas ». Il reviendra sur cette position plus tard, en admettant auprès de Martín Villa qu'« une alliance avec Pujol ne nous servait à rien ». Au cours de cette période, Pujol et Tarradellas entretiennent des relations très tendues ; le dernier s'opposait notamment à la nomination du premier dans la « commission des neuf », qui servait d'interlocutrice de l'opposition avec le gouvernement Suárez.
En septembre 1978 sont signées les bases du pacte de CDC avec l'Union démocratique de Catalogne (Unió Democràtica de Catalunya, UDC, centriste), débouchant sur la formation de la coalition Convergence et Union (Convergència i Unió, CiU), qui jouera un rôle décisif dans le panorama politique catalan au cours des décennies suivantes,. Sous les sigles de la coalition, Pujol renouvela son mandat du député au Congrès lors des élections générales espagnoles de 1979.

## Président de la généralité de Catalogne
Le 20 mars 1980 ont lieu les premières élections au Parlement de Catalogne depuis la Seconde République. Contre toute attente — les socialistes et les communistes ayant dominé les élections générales en Catalogne depuis l'amorce de la Transition —, CiU remporte une majorité relative de sièges avec 45 députés, à l'issue d'une campagne électorale où elle reçoit un clair soutien du patronat catalan,. Bien que loin d'une majorité absolue, cette victoire permet à Pujol de former un gouvernement. Dans son discours d'investiture, il déclare clairement que la politique de « reconstruction nationale [de Catalogne] » serait l'axe principal de la politique de son gouvernement :

« Notre programme aura une autre caractéristique : ce sera un programme nationaliste. Si vous votez pour nous, vous voterez pour un programme nationaliste, un gouvernement nationaliste et un président nationaliste. Vous voterez pour une détermination : celle de construire un pays, le nôtre. Vous voterez pour la volonté de défendre un pays, le nôtre, qui est un pays agressé dans son identité. Vous voterez pour une ambition : cette de faire de la Catalogne non un pays grand par sa force matérielle, qui sera toujours limitée, mais un pays grand par sa culture, son civisme et sa capacité de cohabitation. »

Il trouve à son arrivée à la Généralité une administration autonomique en plein processus d'organisation après les transferts de compétences qui avaient commencé à se mettre en place durant l'étape antérieure, sous la présidence de Tarradellas. Pujol encourage la promulgation de nouvelles lois, notamment celle relative à la normalisation linguistique — du 6 avril 1983, qui obtient l'appui majoritaire du Parlement régional — et une autre concernant la protection de la langue catalane — du 7 janvier 1998, qui échoue face aux secteurs opposés à la politique d'immersion linguistique scolaire,. La politique culturelle et éducative de la Généralité favorise le développement d'une identité nationale catalane dans la population de la région.
La loi du 19 juillet 1983 établit un corps de police régional, baptisé Mossos d'Esquadra, en référence à des escadrons de civils armés du XVIIIe siècle,. Le déploiement de celui-ci dans toute la Catalogne est accompagnée d'un retrait progressif de la Police nationale et de la Garde civile. La loi d'organisation territoriale de 1987 entraîne la dissolution de la Corporation métropolitaine de Barcelone (es) — intercommunalité créée en 1984 pour rassembler 28 communes de l'aire métropolitaine de la capitale catalane —, dont Pujol considérait qu'elle constituait un contrepoids socialiste au pouvoir exercé par CiU depuis la Généralité .
Lorsqu'en 1984 le ministère public dépose une plainte pénale contre Pujol en raison de son implication dans le scandale « Banca Catalana (es) », ce dernier n'en est pas politiquement affecté, une grande partie des Catalans réagissant en considérant qu'il s'agissait d'une « attaque contre la Catalogne ». Le 30 mai de cette année, au cours d'un discours tenu devant des milliers de manifestants rassemblés devant le palais de la généralité de Catalogne, il affirme : « Le gouvernement central a joué un jeu indigne ; à partir de maintenant, nous serons ceux qui parlerons d'éthique et de morale, pas eux ».

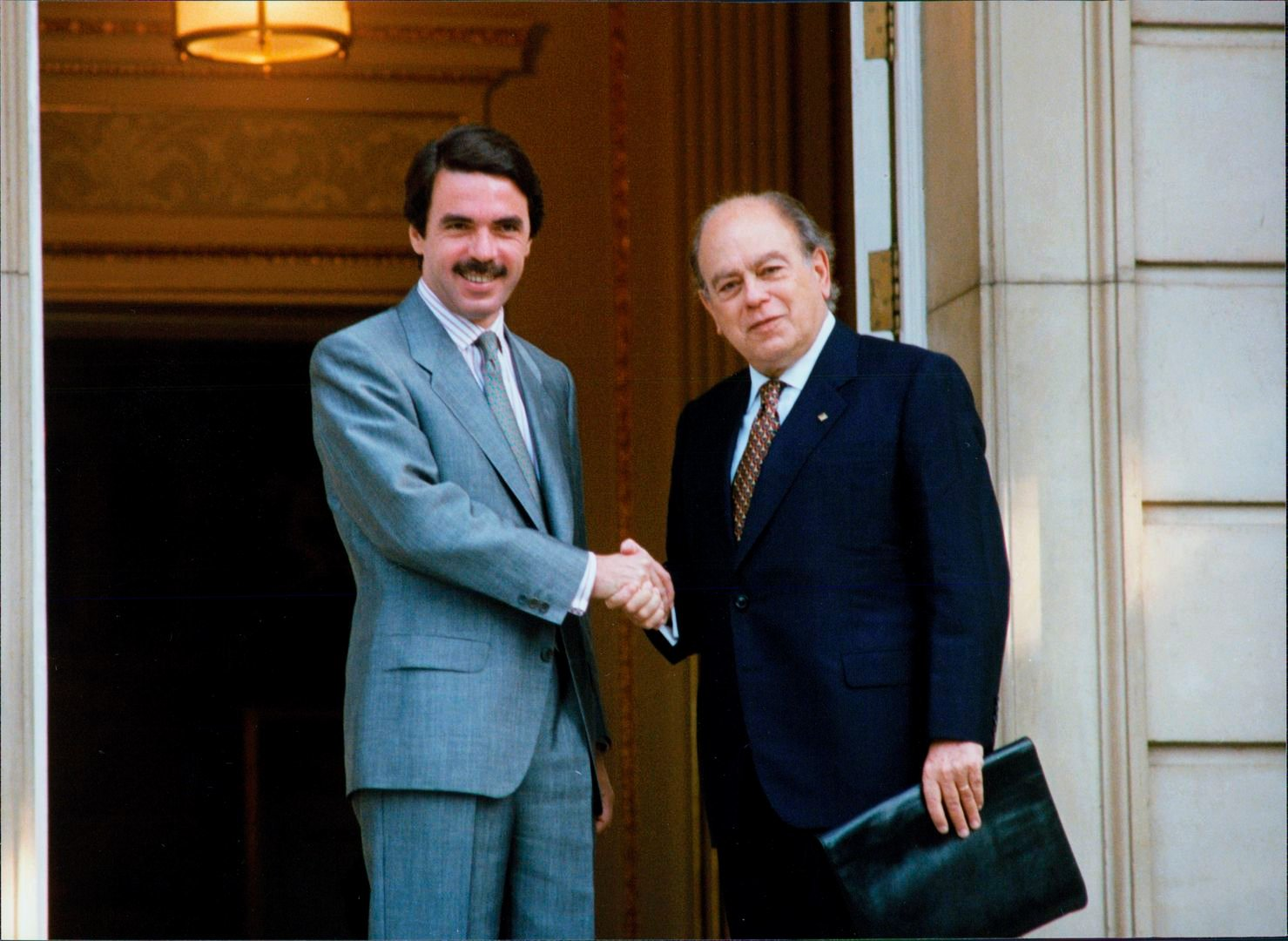
Pujol, reçu par José María Aznar en juillet 1996.

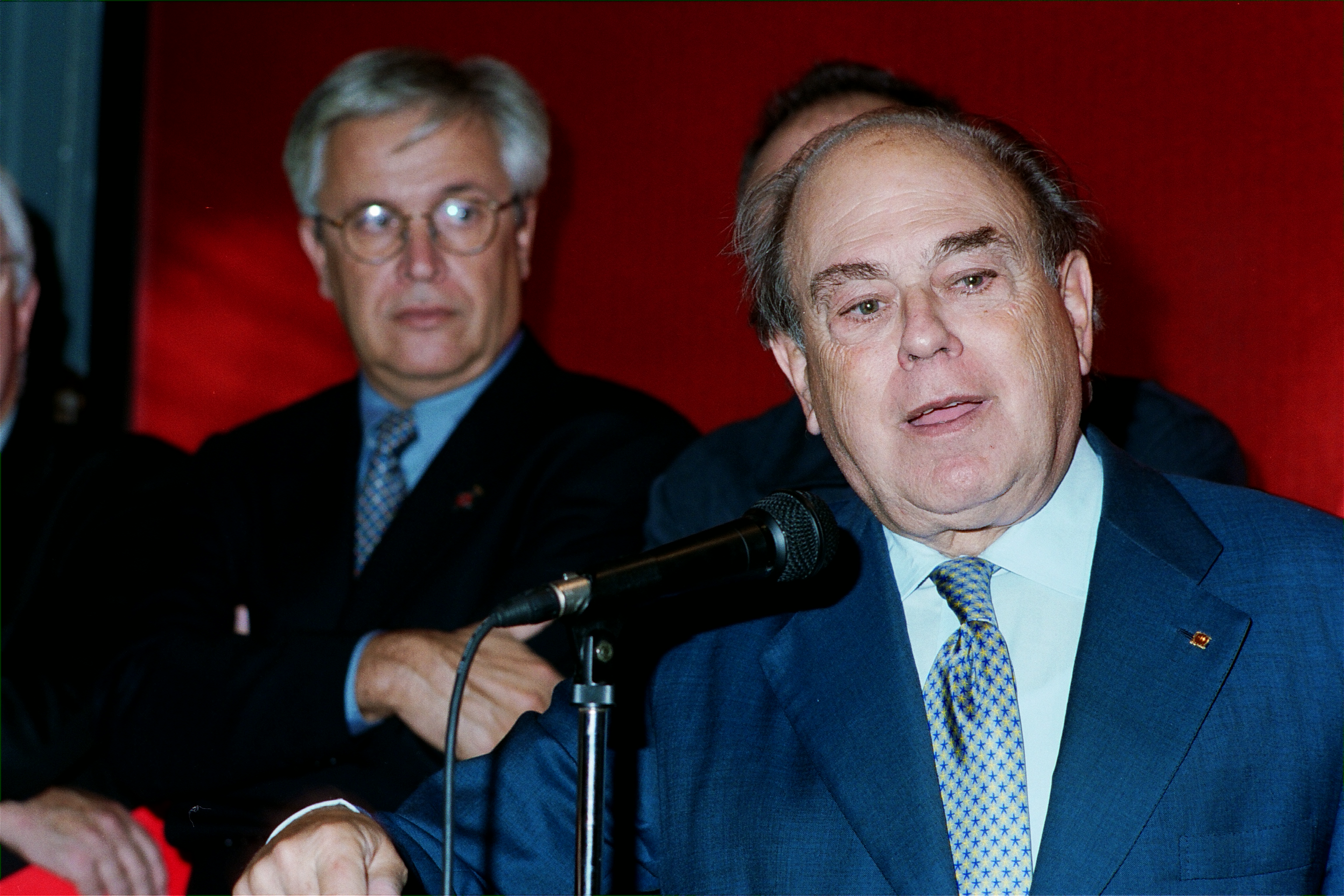
Jordi Pujol en 2001, avec le maire de Barcelone, Joan Clos, au second plan.

À la tête de CiU, Pujol gouverne la communauté autonome de Catalogne sans interruption entre 1980 et 2003, obtenant une majorité absolue à trois reprises — en 1984, 1988 et 1992 — et une majorité relative à trois autres reprises — en 1980, 1995 et 1999. Au cours de ces années, le rôle de CiU se caractérise par une posture collaborative avec le pouvoir central, auquel il apporte plusieurs fois un soutien parlementaire décisif : à Adolfo Suárez durant la Transition démocratique — Pujol joue un rôle clé dans la mise en place de l'État des autonomies —
, au PSOE de Felipe González ainsi qu'au Parti populaire (PP) de José María Aznar — à la suite du pacte de l'hôtel Majestic, conclu après deux mois de négociations et à la suite duquel le PP accorde également son appui à CiU au Parlement de Catalogne —.
Cette politique a été fréquemment défendue par les partisans de Pujol, soutenant que ce dernier avait rendu service aussi bien à la Catalogne qu'à l'ensemble de l'Espagne, mais rencontre également des détracteurs, par exemple l'ancien président catalan Josep Taradellas, qui la qualifie de « dictature blanche ».
La stratégie politique du parti correspond avec une certaine conception pragmatique de l'autonomie par Pujol, qui déclarait :

« [L'autonomie] répond à la nécessité de reconnaître institutionnellement la volonté de la manière d'être propre avec l'intention de rapprocher le pouvoir du peuple. Étant donné que les peuples d'Espagne sont divers, les autonomies doivent être diverses. […] [La Catalogne] a la force morale d'avoir contribué de façon importante à la démocratie, au progrès et à la paix de toute l'Espagne ; elle a la force morale, également, d'avoir parfois différé des aspects importants de sa revendication au nom de l'intérêt général. »

Aux élections autonomiques de 1999, la coalition CiU remporte à nouveau une majorité de sièges — bien que le Parti des socialistes de Catalogne (PSC) de Pasqual Maragall ait reçu un nombre de votes légèrement supérieur. Grâce à un nouvel accord avec le PP, Pujol est de nouveau investi président de la Généralité pour la dernière fois. Ce scrutin révéle toutefois le déclin électoral de CiU depuis les élections de 1995 au bénéfice du PSC et de la Gauche républicaine de Catalogne (ERC).
À partir de janvier 2001, Artur Mas, désigné par Pujol lui-même comme son successeur, assume le poste de conseiller en chef (Conseller en cap) de la Généralité. La direction de CiU se relâche, conduisant à une crise puisque plusieurs autres personnalités, notamment — notamment  Josep Antoni Duran i Lleida, dirigeant de l'UDC — aspiraient également au contrôle de la coalition.
Après les élections au Parlement de Catalogne de 2003, CiU ne peut se maintenir au gouvernement face à la coalition de trois partis de gauche — le PSC, ERC et ICV. Pujol abandonne le poste de président de la Généralité en décembre 2003, après près d'un quart de siècle au pouvoir.

## Retrait de la vie politique publique
En 2003, Pujol fait don du fonds bibliographique réuni au cours de sa période à la tête de la Généralité — plus de 16 000 documents — à la Bibliothèque de Catalogne.[réf. souhaitée]

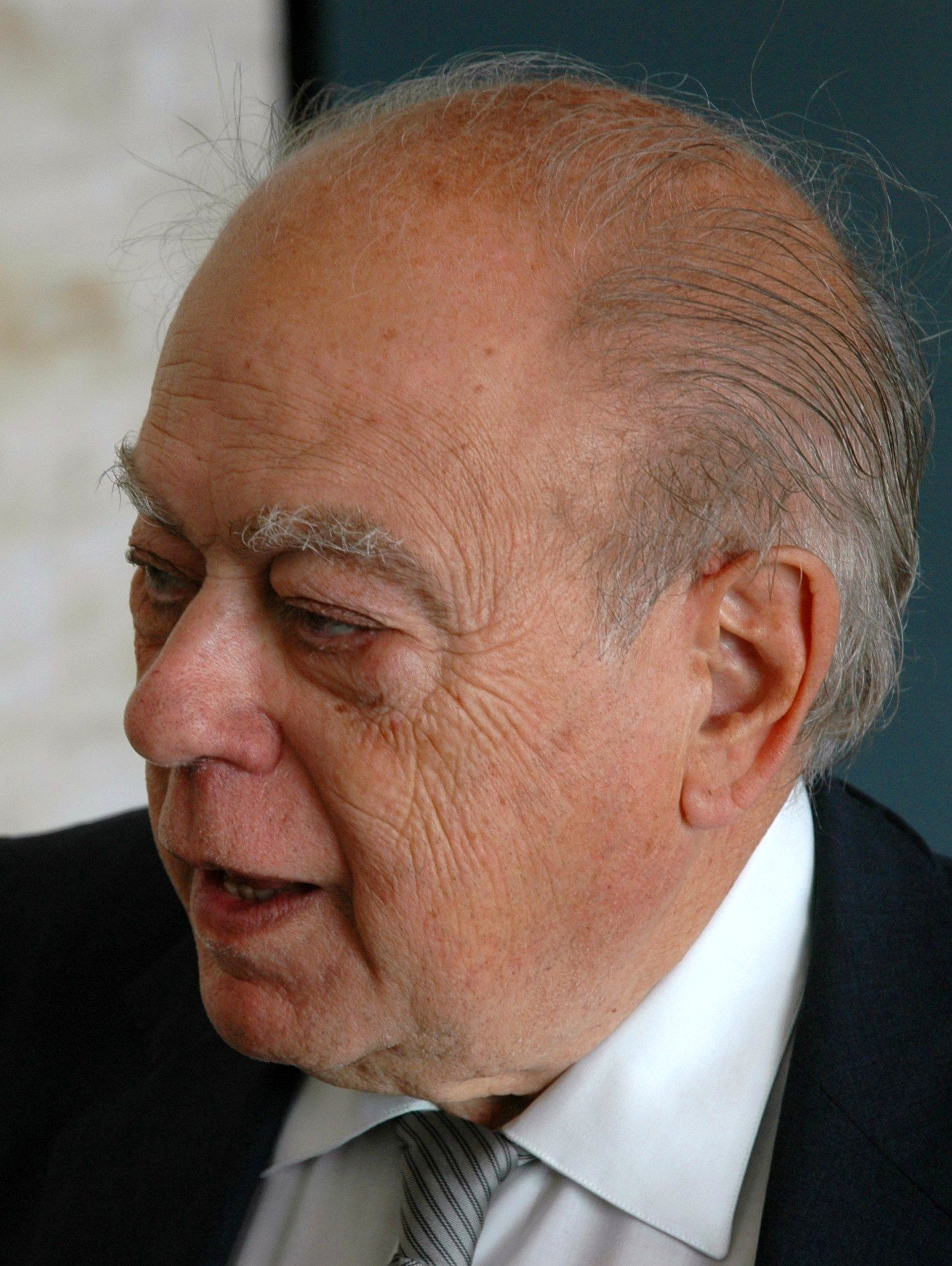
Jordi Pujol en 2008

Après son départ de la présidence régionale, il se place au second plan de la politique, tout en restant président de CDC jusqu'en 2012, quand le 16e congrès désigne Artur Mas à ce poste et Oriol Pujol — fils du fondateur — secrétaire général, Jordi Pujol en devenant président d'honneur,.
En juillet 2014, il révèle avoir conservé à l'étranger une grande quantité d'argent non déclarée, suscitant un important scandale. Les médias espagnols font état des enquêtes de la justice sur sa famille et de sommes dépassant les cent millions d'euros se trouvant dans treize pays différents. Cet argent serait le résultat de « 23 à 30 ans de commissions sur des travaux publics ». Son épouse et quatre de ses enfants auraient fait transiter près de 3,7 millions d'euros en un mois, en 2010, sur des comptes en Andorre et en Suisse. Face aux pressions internes et externes, il renonce à la présidence honorifique de CDC, à son traitement d'ancien président de la Généralité ainsi qu'à d'autres honneurs qu'il avait reçus,. Son fils Oriol, impliqué dans l'affaire ITV, se voit également contraint de démissionner de ses responsabilités au sein de CDC et de son siège au Parlement autonomique,.
Le 21 février 2022, il participe, avec d'autres anciens présidents, à un acte public sur l'Union européenne organisé par le département de l'Action extérieure de la Généralité, ce qui est interprété par certains médias comme un retour de Pujol à la vie publique après plusieurs années d'absence d'évènements institutionnels.

## Scandales financiers

### Médias
Membre du conseil directeur de Banca Catalana, Jordi Pujol s'intéresse également au secteur de la presse écrite. Dans les années 1970, il acquiert de l'hebdomadaire Destino et le quotidien El Correo Catalán (es). Selon le journaliste José Antich, il aurait acheté ces titres de presse, qui jouissaient alors d'un certain prestige, dans l'objectif de les transformer en des organes d'expression personnelle. Néanmoins, tous deux perdent des lecteurs sous l'ère Pujol et entrent en crise, ce qui provoque leur quasi-disparition. En 1985, les difficultés économiques du second — avec un déficit de plus de 4,5 millions d'euros — font l'objet d'accusations de fraude et d'implication dans une affaire de financement illégal de CDC.
À travers son propre parti, Convergence démocratique, et aidé par des subventions publiques de la Généralité, il prend également le contrôle du journal Avui,, qui traversait alors des difficultés économiques[réf. souhaitée]. Sa situation ne s'améliorera pas malgré tout et il accumulera une dette de plusieurs milliards de pesetas.
Sous l'influence de Pujol, le journal El Observador de la Actualidad (es) (1990-1993) est lancé; avec une ligne éditoriale proche de CiU et qui tente, sans succès, de contrer l'hégémonie du quotidien barcelonais La Vanguardia. Deux autres projets radiophoniques, Avui et Cadena 13, bénéficient d'un financement illégal de Convergència et connaîtront également la banqueroute.

### Faillite de Banca Catalana
Banca Catalana (es), fondé en 1958 par le père de Jordi Pujol, fait faillite en 1982 dans des circonstances obscures, laissant un trou de 1,6 milliard d'euros payé par le contribuable espagnol. En mai 1984, Jordi Pujol est co-accusé dans une plainte présentée par le ministère public, sous la direction du procureur général Carlos Jiménez Villarejo, avec vingt autres anciens administrateurs de Banca Catalana, des chefs de détournement et de complot. Jordi Pujol parle alors de manœuvre de Madrid contre la Catalogne. En novembre 1986, la réunion plénière extraordinaire de l'audience territoriale de Barcelone (composée de 42 juges) estime qu'il n'existe pas d'éléments suffisants pour poursuivre le président de la Généralité.
Au cours de cette période, il est particulièrement critiqué par le journaliste Alfonso Quintà dans les colonnes du journal El País,.

### Affaire Pujol

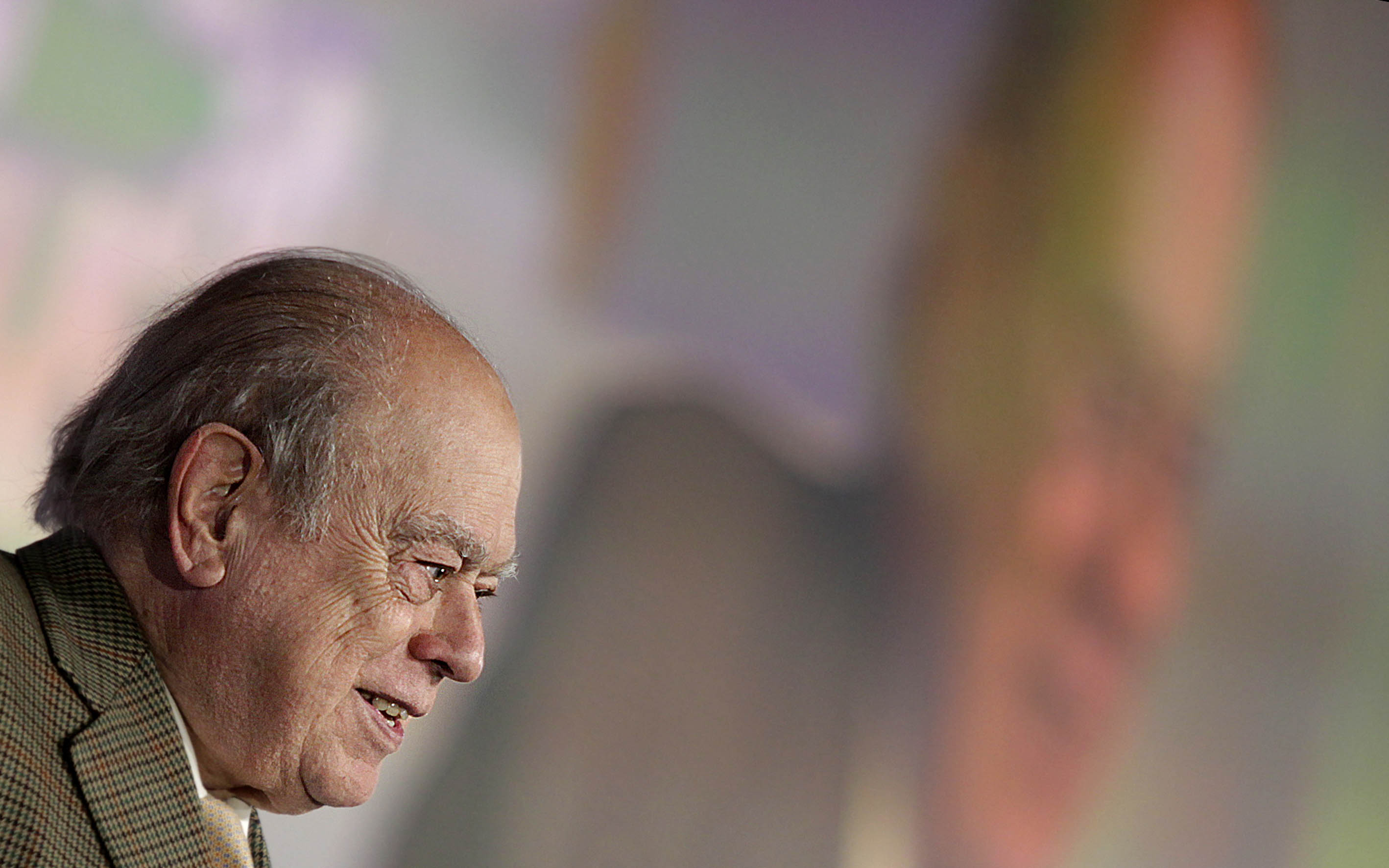
Jordi Pujol au congrès de Convergència Democràtica de Catalunya en 2012.

Le 25 juillet 2014, Jordi Pujol reconnaît, dans un communiqué envoyé à plusieurs médias, avoir caché aux services fiscaux espagnols pendant 34 ans de l'argent à l'étranger, qu'il dit avoir reçu de son père Florenci Pujol (es). Il affirme regretter de ne jamais avoir trouvé le « moment adéquat » pour procéder à sa régularisation et demande pardon à l'opinion publique. Selon plusieurs médias, il s'agirait d'environ 4 millions d'euros placés en Andorre ayant bénéficié de l'amnistie fiscale promulguée en 2012 par le gouvernement Rajoy. Cette révélation suscite une importante controverse politique.
Le 28 juillet, le syndicat d'extrême droite espagnol Manos Limpias attaque en justice Jordi Pujol et son épouse pour divers délits dont ceux de corruption, trafic d'influence, délit fiscal, blanchiment de capital, prévarication, malversation et usage de faux, une plainte recueillie par un tribunal de Barcelone. Dans les jours qui suivent, Pujol renonce au traitement et au bureau dont il bénéficiait en sa qualité d'ex-président, ainsi qu'au titre honorifique de président fondateur de CDC et de CiU, au traitement d'honneur de Molt Honorable Senyor et à la médaille d'or de la généralité de Catalogne,.
Le 29 janvier 2015, Pujol déclare devant devant le tribunal qu'il n'avait aucun document pour justifier de l'origine de la fortune héritée de son père, déclarant qu'il avait préféré n'en rien savoir « par peur ».
Une enquête de la brigade financière établit, en mai 2017, dans un rapport de 102 pages que la famille Pujol-Ferrusola a obtenu « un bénéfice économique non justifié » de 69 millions d'euros dans ses comptes en Andorre depuis 1990, où elle s'était livrée à des pratiques visant à cacher d'importantes quantités d'argent d'origine inconnue, notamment à l'initiative du fils aîné du couple, Jordi Pujol Ferrusola.
En juillet 2020, le juge José de la Mata Amaya (es) de l'Audience nationale clôt l'instruction, considérant qu'il existe assez d'éléments pour juger toute la famille Pujol des chefs d'appartenance à une organisation criminelle ou une association illicite, blanchiment de capitaux, fraude fiscale et faux usages de faux. L'ordonnance de renvoi affirme que « la famille Pujol Ferrusola a profité de sa position privilégiée dans la vie politique, sociale et économique catalane durant des décennies pour accumuler un patrimoine démesuré, directement lié à des perceptions économiques dérivées d'activités corrompues ».

## Posture politique et idéologie
Pujol a été une figure politique controversée, qualifié de traditionnel, pragmatique, habile,, déterminé, avec une personnalité complexe et charismatique,, il a aussi été accusé de populisme, de démagogie et de sectarisme. Le journaliste et écrivain José Oneto (es) affirme à son propos qu'il était « le produit typique de la bourgeoisie catalane et caractéristique, et l'exemple le plus significatif de la double personnalité, dans la politique comme dans le monde des affaires ».
Selon Xosé Manoel Núñez Seixas — spécialiste de l'étude comparée des nationalismes européens —, Jordi Pujol a été le principal porte-drapeau de la recomposition idéologique durant le franquisme tardif du conservatisme catholique catalaniste de l'avant-guerre civile, parvenant à concilier une conception essentialiste, moraliste et spirituelle du territoire catalan, avec le renforcement de la composante sociale, en mettant avant tout la priorité sur la « construction » de la Catalogne.
Pujol, inspiré dans ses premières années par le personnalisme chrétien du philosophe français Emmanuel Mounier et qui parlait alors de « nationalisme personnaliste », fait du slogan fer país — « faire [le] pays » — l'une de ses principales lignes d'action. D'autres auteurs insistent sur le fait que cette politique se serait centrée sur une homogénéisation et une « catalanisation » de la société catalane. Ainsi, Andrés Vallejo, Isaac López Freyle et Juan Pablo Mañueco pensent que la politique de Pujol se caractérise par l'abandon des quartiers difficiles de la ceinture urbaine de Barcelone et l'absence de politiques sociales de la part de la Généralité et ont caractérisé ce fer país comme « faire un peuple vertébré, un seul peuple, une seule culture, une seule langue ». Selon la politologue catalane Montserrat Guibernau (ca), l'idéologie de Jordi Pujol peut se résumer dans les deux concepts de « construire la Catalogne » et de « nationalisme social ».
Pujol a maintenu un indiscutable leadership politique en Catalogne durant les 23 années passées à la présidence de la Généralité, donnant lieu à un mouvement politique et social à qui il a donné son nom, le « pujolisme ». Selon l'historien Enric Ucelay-Da Cal, le succès de Pujol comme figure charismatique était une contradiction en soi : « petit, gros, chauve et mauvais orateur, il ne rentrait pas dans le profil du leader puissant. Mais il avait pour lui une personnalité habile et une mémoire prodigieuse ».
Considéré comme un « à moitié » indépendantiste, il affirme : « L'indépendance est une question d'avenir, de la prochaine génération, de nos enfants. C'est pour cela que nous, ceux de la génération actuelle, devons préparer le chemin avec trois questions basiques : la langue, le drapeau et l'enseignement ».
Sur le plan extérieur, Pujol comme le catalanisme conservateur qu'il a dirigé se sont montrés fermes partisans de la cause sioniste.
Il a été salué par ses défenseurs comme un grand politicien et un négociateur pragmatique,. L'historien Javier Tusell compare la figure de Jordi Pujol avec celle de Francesc Cambó et qualifie son étape à la tête de la Généralité comme une « bénédiction » pour l'Espagne et la Catalogne.
Josep Tarradellas, dirigeant catalaniste historique, a pour sa part qualifié la politique de Pujol de « dictature blanche », tout en critiquant une « dangereuse dérive rupturiste, sectaire et victimiste ». D'autres détracteurs l'ont accusé d'avoir implanté une politique d'endoctrinement du nationalisme catalan dans la population de la région et d'être à l'origine du processus indépendantiste démarré en 2012.

## Récompenses
Jordi Pujol a été décoré par de nombreuses institutions internationales, dont celles du Québec (Ordre national du Québec), de la République française (Légion d'honneur), de la Couronne de Belgique (Grand-croix de l'ordre de la Couronne), de la République italienne (Chevalier de Grand-Croix) et de l'Institut culturel de Bretagne (ordre de l'Hermine) en 1992.
Il est docteur honoris causa de plusieurs universités francophones : Lumière Lyon-II, Paris VIII, Toulouse et catholique de Bruxelles.

## Œuvres
- (ca) Jordi Pujol (avec la collaboration de Manuel Cuyàs (es)), Memòries : Història d’una convicció (1930-1980), vol. I, Barcelone, La Butxaca, 2007, 1re éd., 401 p. (ISBN 978-84-9930-048-1)
- (ca) Jordi Pujol (avec la collaboration de Manuel Cuyàs (es)), Memòries : Temps de construir (1980-1993), vol. II, Barcelone, La Butxaca, 2009, 1re éd., 423 p. (ISBN 978-84-9930-404-5)
- (ca) Jordi Pujol (avec la collaboration de Manuel Cuyàs (es)), Memòries : De la bonança a un repte nou (1993-2011), vol. III, Barcelone, Proa, 2012, 1re éd., 330 p. (ISBN 978-84-7588-258-1)